# Helen Rose
Helen Rose (Chicago, Illinois, 2 de febrer de 1904 - Palm Springs, Califòrnia, 9 de novembre de 1985) fou una dissenyadora de roba estatunidenca, guanyadora de dos premis Oscar.
Va estudiar a la Chicago Academy of Fine Arts i el 1929 es va traslladar a la ciutat de Los Angeles (Califòrnia) on dissenyà els vestits dels "Ice Follies", un grup d'artistes còmics sobre gel. A la dècada del 1940 inicià la seva col·laboració amb la productora 20th Century Fox, que durà 2 anys, i posteriorment entrà a treballar a la productora Metro-Goldwyn-Mayer, convertint-se en la seva cap a la destitució del seu cap Adrian Adolph Greenberg.
Al llarg de la seva carrera guanyà dos premis Oscar al millor vestuari per The Bad and the Beautiful l'any 1952 i per I'll Cry Tomorrow el 1955. Els seus dissenys de vestit de núvia marcaren una època i fou l'encarregada de realitzar els vestits de casament d'Elizabeth Taylor l'any 1950 pel seu casament amb Conrad Hilton Jr. i posteriorment pel de Grace Kelly l'any 1956 pel seu casament amb Rainier de Mònaco.
A la dècada de 1960 abandonà l'estudi i obrí la seva pròpia botiga i es dedicà a escriure llibres sobre el món del disseny.

## Filmografia
- We're in the Legion Now! (1936)
- Hello, Frisco, Hello (1943)
- Coney Island (1943)
- Stormy Weather (1943)
- Ziegfeld Follies (1945)
- The Harvey Girls (1946)
- Two Sisters from Boston (1946)
- Till the Clouds Roll By (1946)
- The Unfinished Dance (1947)
- Merton of the Movies (1947)
- Good News (1947)
- The Bride Goes Wild (1948)
- Big City (1948)
- Homecoming (1948)
- A Date with Judy (1948)
- Luxury Liner (1948)
- Words and Music (1948)
- Act of Violence (1948)
- Take Me Out to the Ball Game (1949)
- The Stratton Story (1949)
- The Red Danube (1949)
- That Midnight Kiss (1949)
- Un dia a Nova York (1949)
- East Side, West Side (1949)
- Nancy Goes to Rio (1950)
- The Reformer and the Redhead (1950)
- Annie Get Your Gun (1950)
- The Big Hangover (1950)
- El pare de la núvia (1950)
- Three Little Words (1950)
- Duchess of Idaho (1950)
- The Toast of New Orleans (1950)
- Summer Stock (1950) (per a Gloria DeHaven)
- A Life of Her Own (1950) (per a Lana Turner)
- Right Cross (1950)
- To Please a Lady (1950)
- Two Weeks with Love (1950)
- Pagan Love Song (1950)
- Grounds for Marriage (1951)
- Father's Little Dividend (1951)
- The Great Caruso (1951)
- No Questions Asked (1951)
- Excuse My Dust (1951)
- Strictly Dishonorable (1951)
- Rich, Young and Pretty (1951)
- The Strip (1951)
- The People Against O'Hara (1951)
- Texas Carnival (1951)
- Callaway Went Thataway (1951)
- The Unknown Man (1951)
- Too Young to Kiss (1951)
- The Light Touch (1952)
- Invitation (1952)
- The Belle of New York (1952)
- Love Is Better Than Ever (1952)
- The Girl in White (1952)
- Skirts Ahoy! (1952)
- Glory Alley (1952)
- Washington Story (1952)
- Holiday for Sinners (1952)
- La viuda alegre (1952)
- Because You're Mine (1952)
- Everything I Have Is Yours (1952)
- Million Dollar Mermaid (1952)
- The Bad and the Beautiful (1952)
- Above and Beyond (1952)
- The Story of Three Loves (1953)
- I Love Melvin (1953)
- The Girl Who Had Everything (1953)
- Jeopardy (1953) (per a Barbara Stanwyck)
- Small Town Girl (1953)
- Sombrero (1953)
- Remains to Be Seen (1953)
- Dangerous When Wet (1953)
- Dream Wife (1953)
- Latin Lovers (1953)
- Mogambo (1953)
- Torch Song (1953)
- Easy to Love (1953)
- Give a Girl a Break (1953)
- Escape from Fort Bravo (1953)
- The Long, Long Trailer (1954)
- Rose Marie (1954)
- Rhapsody (1954)
- Executive Suite (1954)
- The Student Prince (1954)
- Her Twelve Men (1954)
- Rogue Cop (1954)
- Athena (1954)
- The Last Time I Saw Paris (1954)
- Deep in My Heart (1954)
- Green Fire (1954) (per a Grace Kelly)
- Jupiter's Darling (1955)
- Hit the Deck (1955)
- The Glass Slipper (1955)
- Interrupted Melody (1955)
- Bedevilled (1955) (per a Anne Baxter)
- Love Me or Leave Me (1955)
- The Cobweb (1955)
- It's Always Fair Weather (1955)
- The Tender Trap (1955)
- The Rains of Ranchipur (1955) (per a Lana Turner)
- I'll Cry Tomorrow (1955)
- Ransom! (1956) (per a Donna Reed)
- Meet Me in Las Vegas (1956)
- Forbidden Planet (1956) (per a Anne Francis)
- El cigne (1956)
- Gaby (1956)
- Alta societat (1956)
- These Wilder Years (1956) (per a Barbara Stanwyck)
- The Power and the Prize (1956)
- Te i simpatia (1956) (per a Deborah Kerr)
- The Opposite Sex (1956)
- Ten Thousand Bedrooms (1957)
- Something of Value (1957)
- Designing Woman (1957)
- The Seventh Sin (1957) (per a Eleanor Parker)
- Silk Stockings (1957)
- Tip on a Dead Jockey (1957) (per a Dorothy Malone)
- Don't Go Near the Water (1957)
- Saddle the Wind (1958) (per a Julie London)
- The High Cost of Loving (1958) (per a Gena Rowlands)
- The Reluctant Debutante (1958)
- La gata sobre la teulada de zinc (1958) (per a Elizabeth Taylor)
- Party Girl (1958)
- The Tunnel of Love (1958) (per a Doris Day i Gia Scala)
- Count Your Blessings (1959)
- The Mating Game (1959)
- Ask Any Girl (1959)
- It Started with a Kiss (1959)
- Never So Few (1959) (per a Gina Lollobrigida)
- The Gazebo (1959)
- All the Fine Young Cannibals (1960)
- BUtterfield 8 (1960)
- Go Naked in the World (1961)
- The Honeymoon Machine (1961)
- Ada (1961)
- Bachelor in Paradise (1961)
- The Courtship of Eddie's Father (1963)
- Goodbye Charlie (1964)
- Made in Paris (1966)
- Mister Buddwing (1966) (per a Jean Simmons)
- How Sweet It Is! (1968)

## Premis

### Premi Oscar
| 1952 | Millor vestuari color         | The Great Caruso (juntament amb Gile Steele) | Nominat   |
| 1953 | Millor vestuari blanc i negre | The Bad and the Beautiful                    | Guanyador |
| 1953 | Millor vestuari color         | La viuda alegre (juntament amb Gile Steele)  | Nominat   |
| 1954 | Millor vestuari blanc i negre | Dream life (juntament amb Herschel McCoy)    | Nominat   |
| 1955 | Millor vestuari blanc i negre | Executive Suite                              | Nominat   |
| 1956 | Millor vestuari blanc i negre | I'll Cry Tomorrow                            | Guanyador |
| 1956 | Millor vestuari color         | Interrupted Melody                           | Nominat   |
| 1957 | Millor vestuari blanc i negre | The Power and the Prize                      | Nominat   |
| 1960 | Millor vestuari blanc i negre | The Gazebo                                   | Nominat   |
| 1967 | Millor vestuari blanc i negre | Mister Buddwing                              | Nominat   |